# Liste der Gouverneure der Panamakanalzone
Diese Liste führt alle Gouverneure der Panamakanalzone auf, während diese sich unter US-amerikanischer Kontrolle befand.

## Militärgouverneure
| Bild | Name (Lebensdaten)                       | von               | bis              | Anmerkungen             | Literatur |
| ---- | ---------------------------------------- | ----------------- | ---------------- | ----------------------- | --------- |
|      | George Whitefield Davis (1839–1918)      | 14. Mai 1904      | 24. Mai 1905     |                         |           |
|      | Charles Edward Magoon (1861–1920)        | 25. Mai 1905      | 12. Oktober 1906 |                         | [ 1 ]     |
|      | Richard Reid Rogers (1867–1949)          | 19. November 1906 | 31. März 1907    | General Counsel der ICC |           |
|      | Joseph Clay Stiles Blackburn (1838–1918) | 1. April 1907     | 4. Dezember 1909 |                         |           |
|      | Maurice Thatcher (1870–1973)             | 13. Mai 1910      | 8. August 1913   |                         |           |
|      | Richard Lee Metcalfe (1861–1954)         | 9. August 1913    | 31. März 1914    |                         |           |

## Militär- und Zivilgouverneure
| Bild | Name (Lebensdaten)                     | von             | bis              | Anmerkungen                                                        | Literatur |
| ---- | -------------------------------------- | --------------- | ---------------- | ------------------------------------------------------------------ | --------- |
|      | George Washington Goethals (1858–1928) | 1. April 1914   | 10. Januar 1917  | Erster "U.S. Civil Governor", ernannt von Präsident Woodrow Wilson | [ 2 ]     |
|      | Chester Harding (1866–1936)            | 11. Januar 1917 | 27. März 1921    |                                                                    | [ 2 ]     |
|      | Jay Johnson Morrow (1870–1937)         | 28. März 1921   | 15. Oktober 1924 |                                                                    | [ 2 ]     |

## Zivile Gouverneure
| Bild | Name (Lebensdaten)                  | von              | bis                | Anmerkungen                      | Literatur |
| ---- | ----------------------------------- | ---------------- | ------------------ | -------------------------------- | --------- |
|      | Meriwether Lewis Walker (1869–1947) | 16. Oktober 1924 | 15. Oktober 1928   |                                  | [ 2 ]     |
|      | Harry Burgess (1872–1933)           | 16. Oktober 1928 | 20. Oktober 1932   |                                  | [ 2 ]     |
|      | Julian Larcombe Schley (1880–1965)  | 21. Oktober 1932 | 26. August 1936    |                                  | [ 2 ]     |
|      | Clarence S. Ridley (1883–1969)      | 27. August 1936  | 10. Juli 1940      |                                  | [ 2 ]     |
|      | Glen Edgar Edgerton (1887–1976)     | 11. Juli 1940    | 15. Mai 1944       |                                  | [ 2 ]     |
|      | Joseph Cowles Mehaffey (1889–1963)  | 16. Mai 1944     | 19. Mai 1948       |                                  | [ 2 ]     |
|      | Francis K. Newcomer (1889–1967)     | 20. Mai 1948     | 26. Mai 1952       |                                  | [ 2 ]     |
|      | John States Seybold (1897–1982)     | 27. Mai 1952     | 27. Mai 1956       |                                  | [ 2 ]     |
|      | William Everett Potter (1905–1988)  | 28. Mai 1956     | 30. Juni 1960      |                                  | [ 2 ]     |
|      | William Arnold Carter (1907–1996)   | 1. Juli 1960     | 31. Januar 1962    |                                  | [ 2 ]     |
|      | Robert John Fleming (1907–1984)     | 1. Februar 1962  | 31. Januar 1967    |                                  | [ 2 ]     |
|      | Walter Philip Leber (1918–2009)     | 21. Februar 1967 | 2. März 1971       |                                  | [ 2 ]     |
|      | David Stuart Parker (1919–1990)     | 3. März 1971     | 25. März 1975      |                                  | [ 2 ]     |
|      | Harold Parfitt (1921–2006)          | 26. März 1975    | 30. September 1979 | Letzter Gouverneur der Kanalzone | [ 2 ]     |